# آرشي رايت
آرشي رايت (بالإنجليزية: Archie Wright)‏ (23 نوفمبر 1924 بغلاسكو في المملكة المتحدة - 1 يناير 1990) هو مدرب كرة قدم ولاعب كرة قدم بريطاني (وحمل سابقاً جنسية المملكة المتحدة لبريطانيا العظمى وأيرلندا) في مركز مهاجم داخلي. لعب مع بلاكبيرن روفرز وغريمسبي تاون ونادي فالكيرك وهاميلتون أكاديميكال ونادي كلايد وأكرينجتون ستانلي ‏.